# Красно-Нікольське
Красно-Нікольське (рос. Красно-Никольское) — присілок Сафоновського району Смоленської області Росії. Входить до складу Богдановщинського сільського поселення.
Населення — 7 осіб (2007 рік). 